# Cadeia Pública de Santo Antônio de Leverger
A Cadeia Pública de Santo Antonio do Leverger é um edifício em Santo Antônio de Leverger, Mato Grosso. Com o expressivo aumento da população do município de Santo Antonio de Leverger naquele período, o então intendente ordenou a construção de uma cadeia pública, a fim de suprir a necessidade da construção de uma instituição corretiva no município. Assim, a Cadeia Pública foi entregue em 1925, e funcionou assim até 1985, quando foi desativada pelas precárias instalações. Em 1999, o espaço, por iniciativa de Lioniê Vitório, foi reformado e reaberto, tornando-se o Centro Cultural Cadeia Pública de Santo Antonio de Leverger, a reforma iniciada em 2006 tornou-se a maior desde a sua construção. Além da parte física, foram adquiridos móveis, computadores e outros equipamentos para o cumprimento de sua função futura. A reforma fez parte do projeto do governo do Estado de restaurar os Patrimônios Históricos de Mato Grosso.
O prédio foi tombado como patrimônio histórico em 21 de julho de 2000.